# Премии имени М. В. Ломоносова
Пре́мия и́мени М. В. Ломоно́сова МГУ (также «Ломоносовская премия») — премия, которую Московский государственный университет имени М. В. Ломоносова присуждает своим профессорам, преподавателям и научным сотрудникам  за научную или педагогическую деятельность с 1944 года.

## Виды премий
Решением Учёного совета МГУ присуждается два вида премий имени М. В. Ломоносова.
Премия за научные работы, учреждённая Постановлением СНК СССР 29 мая 1944 года, имеет I и II степени. Вручается ежегодно за работы, содержащие выдающиеся научные результаты теоретического или прикладного характера, ранее не отмеченные Государственной премией Российской Федерации или премией Правительства Российской Федерации.
Премия за педагогическую деятельность учреждена Учёным советом Московского университета в 1992 году. Ею награждаются выдающиеся достижения в педагогической деятельности, ранее не отмеченные Государственной премией Российской Федерации или другими премиями государственного уровня. Ежегодно присуждаются три премии для профессоров и три премии для преподавателей.

## Общие сведения
Идея премии имени М. В. Ломоносова была всегда неразрывна с Ломоносовскими чтениями — научной конференцией, по результатам которой и происходило выдвижение на соискание этой награды. Высокие требования предъявляемые к соискателям подтверждает тот факт, что в дальнейшем многие из них, например, академики А. В. Арциховский, Н. Н. Боголюбов, Л. И. Седов, С. Е. Северин, получали высшие научные награды страны.
Премии присуждаются Московским университетом ежегодно, ко дню своего основания — 25 января. Получить премию имени М. В. Ломоносова можно только один раз за научные результаты и один раз за педагогическую работу. Предварительно, в предыдущем году, до 30 мая для научного направления и до 1 ноября для педагогического, происходит отбор и согласование претендентов в Учёных советах подразделений.
Списки соискателей, а потом и лауреатов премий публикует печатный орган МГУ — газета «Московский университет». Кроме того, с 1996 года они размещаются и на официальном сайте МГУ.
Лауреатам премий вручается диплом, денежное поощрение, определяемое ежегодно Учёным советом МГУ, и нагрудный знак. Последний представляет собой медаль в виде золотистого круга, диаметром 32 мм. На аверсе медали изображен портрет М. В. Ломоносова и надпись по периметру: «Лауреат премии Михаила Ломоносова». Медаль крепится на золотистой четырёхугольной колодке обтянутой красной шелковой муаровой лентой.